# Sussudio
Singles de Phil Collins
One More Night
(1984) Don't Lose My Number
(1985)
Sussudio est une chanson écrite, composée et interprétée par Phil Collins pour son troisième album studio  No Jacket Required en 1985. Elle a atteint la première position du palmarès américain et a plafonné en 12e place au Royaume-Uni.  

## Production et enregistrement
Collins a dit qu'il avait « improvisé » les paroles. Il jouait juste avec une boîte à rythmes et les paroles « su-sussudio » étaient ce qui sortait de sa bouche. "Donc, je savais que je devais trouver autre chose que ce mot, puis je suis revenu et j'ai essayé de trouver un autre mot qui irait aussi bien que 'sussudio', et je n'en ai pas trouvé, alors je suis retourné à 'sussudio'. ", a-t'il déclaré. Selon lui, les paroles parlent d'un écolier qui a le béguin pour une fille à son école.
Le synthétiseur Oberheim OB-8, l'arrangement rythmique et le Minimoog-basse, la conception sonore et la programmation ont été réalisés par David Frank du duo synth-pop System, et les arrangements de cuivres ont été réalisés plus tard sur la base du motif de la ligne de basse. C'est la seule chanson de Collins sur laquelle il ne joue pas de la batterie ou même des percussions, le tout étant joué par la boite à rythmes Roland TR-909 de Phil Collins, ainsi que celle du claviériste David Frank, l'Oberheim DMX. 
Lorsqu'elle sort en single aux États-Unis, elle y est le 2e extrait de l'album (One more Night a été lancé à la place) alors que c'était le 1er extrait dans le reste du monde.

## Vidéo-clip
Le clip de la chanson a été tourné dans un pub appartenant à l'époque à Richard Branson (The Princess Victoria à Shepherd's Bush) à Londres. Le clip  présente Collins, ainsi que ses collaborateurs de longue date Daryl Stuermer et Chester Thompson. La vidéo commence avec un homme disant à sa famille qu'il va promener son chien, ils l'ignorent en regardant la télévision (ce qui se trouve être la lecture du clip du premier single solo de Phil Collins "In the Air Tonight"). Il passe devant un pub, avec de la musique live. On voit ensuite Collins et son groupe jouer à l'intérieur devant une foule indifférente. La foule migre lentement vers le groupe au fur et à mesure que la chanson progresse, les laissant applaudir à la fin. Le bassiste Lee Sklar apparaît également dans la vidéo ; cependant, ni Sklar ni Thompson n'ont joué sur l'enregistrement en studio.

## Réception critique
Certains critiques musicaux ont suggéré que la chanson ressemble beaucoup à " 1999 " de Prince. Collins ne nie pas la similitude entre les deux chansons ; il a déclaré qu'il était fan du travail de Prince et se souvient avoir écouté fréquemment "1999" alors qu'il était en tournée avec Genesis. Tom Breihan de Stereogum a commenté en 2020 qu'"en créant de la dance-pop funky, Collins a commis le même péché que presque tous les autres qui ont fait de la dance-pop funky au milieu des années 80 : il a mordu Prince". Selon Breihan, "si quelque chose comme ça s'était produit aujourd'hui, Collins aurait au moins dû accorder à Prince un crédit pour l'écriture de ses chansons". Cependant, il a reconnu que « même si un groove est une copie distincte d'un autre, tout le reste est différent.»
Keegan Hamilton de The Riverfront Times a déclaré que la chanson était le meilleur morceau de l'album, affirmant que c'était un « charabia accrocheur ». « Même si cette chanson ne figure pas sur la bande originale de Flashdance, cela me donne envie d'en mettre un peu. " Des jambières loufoques et lancer une routine d'aérobic. Là où la grande majorité des artistes de cette époque essayent la soupe de la section synthétiseur/clavier/cuivres et échouent lamentablement, Collins semble avoir la recette jusqu'à une science", ajoute Hamilton. Robert Hilburn du Los Angeles Times pensait que la chanson avait un « style R&B plus fringant » par rapport aux autres chansons de Collins, et a convenu qu'elle ressemblait beaucoup à la chanson de Prince. Michael R. Smith de The Daily Vault pensait que « Sussudio » était le meilleur morceau de l'album, le qualifiant de « morceau monstre » ; il a également ajouté que :
C’est une chanson qui avance à un rythme prudent, sur un rythme qui ne manquera pas de faire vibrer les haut-parleurs des voitures. À l’époque, cela ne ressemblait à rien de ce que vous aviez entendu auparavant à la radio. Le mot « Sussudio » ne voulait peut-être rien dire, mais la chanson elle-même était de la pure magie.
D'autres critiques ont critiqué la chanson. David Fricke de Rolling Stone a déclaré que des chansons comme « Sussudio », avec l'utilisation intensive d'une section de cuivres, « commençaient à s'user ». En 2001, le critique rock et pop en chef du Guardian, Alexis Petridis, a appelé la chanson est un "entraînement funk insipide". En 2013, Tom Service, également du Guardian, écrivait : « Sussudio me donne des sueurs froides ; la production, la boîte à rythmes, la sincérité insensée des paroles ; il n'y a pas de son plus froid ou plus superficiel dans la musique populaire, précisément parce que il se prend tellement au sérieux. »
"Sussudio" a été le premier morceau sorti en single au Royaume-Uni et le deuxième aux États-Unis. Au Royaume-Uni, la chanson a atteint le numéro 12. Aux États-Unis, la chanson est entrée en rotation fréquente sur MTV en mai et, le 6 juillet, le single et l'album avaient atteint le numéro 1 de leurs charts américains respectifs.  Un remix de la chanson est apparu sur l'album 12"ers de Collins sorti en Octobre 1987.

## Musiciens
Selon le livret accompagnant l'album :
- Phil Collins : chant, Roland TR-909 drum machine
- David Frank : synthétiseur Oberheim OB-8, Minimoog Basse, Oberheim DMX
- Daryl Stuermer : guitare
- The Phenix Horns :
  - Don Myrick : saxophone
  - Louis Satterfield : trombone
  - Michael Harris : trompette
  - Rahmlee Michael Davis : trompette
  - Tom Tom 84 : arrangement des cuivres

## Classements
| Classement (1985)                                    | Meilleure position |
| ---------------------------------------------------- | ------------------ |
| Allemagne (Media Control Charts)                     | 17                 |
| Belgique (Flandre Ultratop 50 Singles)               | 6                  |
| Espagne (AFYVE)                                      | 8                  |
| États-Unis (Billboard Hot 100)                       | 1                  |
| États-Unis (Billboard Hot Dance Club Play)           | 4                  |
| États-Unis (Billboard Hot R&B/Hip-Hop Songs)         | 7                  |
| États-Unis (Billboard Mainstream Rock Tracks)        | 10                 |
| États-Unis (Billboard Hot Adult Contemporary Tracks) | 30                 |
| Finlande (Suomen virallinen lista)                   | 13                 |
| Italie (FIMI)                                        | 11                 |
| Norvège (VG-lista)                                   | 6                  |
| Nouvelle-Zélande (RMNZ)                              | 27                 |
| Pays-Bas (Nederlandse Top 40)                        | 3                  |
| Pays-Bas (Single Top 100)                            | 12                 |
| Pologne (Polish Singles Chart)                       | 23                 |
| Royaume-Uni (The Official Charts Company)            | 12                 |
| Suisse (Schweizer Hitparade)                         | 9                  |
| Suède (Sverigetopplistan)                            | 13                 |

## Reprises
Le tribute band allemand Still Collins, formé en 1995, incorpore la chanson dans son répertoire de concert,. Elle figure également sur son album The very Best of Phil Collins & Genesis Live (A tribute concert event) (2016).
La chanson est reprise par Ol' Dirty Bastard en 2001, sur l'album hommage à Phil Collins Urban Renewal.